# الصالحية الأبطال
قرية الصالحية الابطال هي إحدى القرى التابعة لمركز الحسينية في محافظة الشرقية في جمهورية مصر العربية. حسب إحصاءات سنة 2006، بلغ إجمالي السكان في الصالحية الابطال 3155 نسمة، منهم 1676 رجل و1479 امرأة.